# Vitaly Margulis
Vitaly Margulis, eigentlich Witalij Iossifowytsch Margulis (* 16. April 1928 in Charkiw, Sowjetunion (heute Ukraine); † 29. Mai 2011 in Los Angeles, Vereinigte Staaten) war ein Pianist und Musikpädagoge sowjetischer Herkunft.
Margulis erhielt seinen ersten Klavierunterricht von seinem Vater. Er schloss seine Studien am Leningrader Konservatorium als Schüler von Samari Sawtschinski ab. Von 1958 an war er Leiter einer eigenen Meisterklasse am Leningrader Konservatorium. Er war ständiger Solist der Leningrader Philharmonie und spielte auf über 1.000 Konzerten in der gesamten Sowjetunion.
1974 emigrierte er in die Bundesrepublik Deutschland, wo er 1975 als Professor an die Hochschule für Musik Freiburg berufen wurde. In diesem Jahr nahm er auch seine Konzerttätigkeit wieder auf.
Margulis hat die Essenz seiner Klavierpädagogik in Aphorismen gefasst und in zwei Büchern veröffentlicht. Er wirkte auch als Musikpädagoge. Sein Meisterkurs in Freiburg im Breisgau bildete seit 1987 Pianisten in der Tradition der Russischen Schule der Brüder Rubinstein aus. 1994 erhielt er einen Ruf an die University of California in Los Angeles (UCLA).

## Werke (Auswahl)
- Johann Sebastian Bachs symbolische Sprache und das „Wohltemperierte Klavier“ (Typoskript-Vervielfältigung). Ohne Ort (ca. 1980?).
- Tempoverwandtschaft in der Musik: Beethovens Prinzipien d. Metronomisierung ; neue Möglichkeiten d. Metronom einzusetzen. Isny: Wittner, 1983.
- Bagatellen op. 5: Aphorismen und Gedanken eines Pianisten. Freiburg im Breisgau: Rombach, 1999. ISBN 3-7930-0888-6.
- Bagatellen op. 9: Aphorismen und Gedanken eines Pianisten. Freiburg im Breisgau: Rombach, 2003. ISBN 3-7930-9365-4